# گرانویل استنلی هال
گرانویل استنلی هال (به انگلیسی:Granvil Stanly Hall) (1 فوریه 1846 - 24 آوریل 1924) یک روانشناس و مربی پیشگام آمریکایی بود که اولین دکترای روانشناسی را که در ایالات متحده آمریکا در کالج هاروارد در قرن نوزدهم اعطا شد، کسب کرد. علایق او بر توسعه طول عمر انسان و نظریه تکامل متمرکز بود. هال اولین رئیس انجمن روانشناسی آمریکا و اولین رئیس دانشگاه کلارک بود. در سال 1846 میلادی در مزرعه‌ای واقع در ایالت ماساچوست از ایالات متحده آمریکا به دنیا آمد و در سال ۱۹۲۴ در گذشت. او بنیانگذار انجمن روان‌شناسی آمریکا بود و تأثیر چشمگیری بر روان‌شناسی تربیتی گذارد. علاقه علمی او بیشتر روی مسائل دوران رشد کودکان و  نظریه تکامل متمرکز بود.در سال ۱۹۰۴، جی. استنلی هالِ روان‌شناس، مفهوم «نوجوانی» را در دو کتاب بزرگ تدریس نمود، کتاب‌هایی مملو از توصیفات فیزیولوژیک، روان‌شناختی و رفتاری که هال با شرم و حیا «علمی» خوانده بود. این دو کتاب به مرجع اکثر بحث‌های مربوط به نوجوانی در چندین دههٔ بعد تبدیل شد. طبق یک نظر سنجی که در سال ۲۰۰۲ در  نشریه علمی :Review of General Psychologyen:Review of General Psychology منتشر شد. گرانویل استنلی هال، در میان روانشناسانی که در قرن بیستم به آنها، بیش از دیگران استناد شده بود؛ در رتبه ۷۲ قرار داشت.

## زندگی نامه

### کودکی
گرانویل استنلی هال، در اشفیلد بدنیا آمد. دوره رشد و کودکی خود را همراه با پدر و مادرش در یک مزرعه زندگی کرد. پدر او در مجلس قانونگذاری ماساچوست خدمت می‌کرد. مادر او معلم بود. گرانویل استنلی هال، در دوران کودکی و نوجوانی، وقت زیادی را به مطالعه اختصاص داد. او از مزیت والدینی تحصیل کرده و علاقمند به تربیت فرزند، بهره‌مند بود. در نوجوانی، ضمن علاقه به حیوانات، از فعالیت ورزشی و فراگیری مهارتهای جسمی لذت می‌برد. او از همان سنین کودکی استعداد خود را نشان داد و در ۱۶ سالگی شروع به تدریس دانش آموزانی کرد که اکثراً از خود او، سن بیشتری داشتند.

### تشکیل خانواده
همسر اول گرانویل استنلی هال، کورنلیا فیشر. نام داشت. آنها در سپتامبر سال ۱۸۷۹ میلادی ازدواج کردند و صاحب دو فرزند شدند. در سال ۱۸۹۰، همسر هال، کورنلیا و دخترشان، جولیا فیشر هال، متولد ۳۰ مه ۱۸۸۲، هر دو در اثر خفگی در یک حادثه درگذشتند. پسر آنها، دکتر رابرت گرانویل هال، در۷ فوریه ۱۸۸۱ متولد شد و از چهار سالگی به بعد توسط پدرش بزرگ شد. ازدواج دوم او با فلورانس ای اسمیت، ژوئیه ۱۸۹۹ بود. همسر دوم او مبتلا به  تصلب شرایین مغز بود و پس از سالها رفتارهای غیرعادی در یک آسایشگاه بستری شد.

### تحصیلات و شغل اولیه
هال به مدرسه علمیه ویلیستون رفت و در سال 1867 از کالج ویلیامز فارغ التحصیل شد، سپس در مدرسه الهیات اتحادیه تحصیل کرد. هال با الهام از اصول روانشناسی فیزیولوژیکی ویلهلم وونت، تحصیلات دکترا را در دانشگاه هاروارد دنبال کرد و در آنجا با ویلیام جیمز، استاد کمکی که به تازگی اولین کلاس روانشناسی کشور را تدریس کرده بود، ملاقات کرد. در سال 1878، هال اولین دکترای روانشناسی را که در آمریکا اعطا شد، به دست آورد.پس از آن، هال نتوانست هیچ شغل آکادمیک در روانشناسی پیدا کند، بنابراین برای تحصیل در دانشگاه برلین به اروپا رفت و در سال 1879 مدت کوتاهی را در آزمایشگاه وونت لایپزیگ گذراند. او کار خود را با تدریس زبان انگلیسی و فلسفه در کالج آنتیوک در زرد اسپرینگز، اوهایو و سپس تدریس تاریخ فلسفه در کالج ویلیامز ماساچوست آغاز کرد. پس از سلسله سخنرانی های موفق در هاروارد و دانشگاه جان هاپکینز، هال موقعیتی را در بخش فلسفه در جانز هاپکینز به دست آورد و روانشناسی و آموزش را تدریس می کرد. او از سال 1882 تا 1888 در جانز هاپکینز ماند و در سال 1883 کاری را آغاز کرد که برخی آن را اولین آزمایشگاه رسمی روانشناسی آمریکایی می دانند. در آنجا، هال به شدت به تاکید بر آموزش دروس سنتی، مانند لاتین، ریاضیات، علوم و تاریخ در دبیرستان اعتراض کرد و در عوض استدلال کرد که دبیرستان باید بیشتر بر آموزش نوجوانان تمرکز کند تا آماده کردن دانش آموزان برای کالج. هال در سال 1888 به عضویت انجمن باستانی آمریکا انتخاب شد.

### شغل بعدی (روانشناسی)
هال در سال 1887 مجله آمریکایی روانشناسی را تأسیس کرد و در سال 1892 به عنوان اولین رئیس انجمن روانشناسی آمریکا انتخاب شد.در سال 1889 او به عنوان اولین رئیس دانشگاه کلارک منصوب شد، پستی که او تا سال 1920 پر کرد.هال در طول 31 سال ریاست خود از نظر فکری فعال باقی ماند. او در توسعه روانشناسی تربیتی نقش داشت و تلاش کرد تأثیر نوجوانی را بر آموزش مشخص کند. او همچنین مسئول دعوت از زیگموند فروید و کارل یونگ برای بازدید و ارائه یک سری سخنرانی در سال 1909 در کنفرانس کلارک بود. هال در ازای آن به فروید قول دریافت مدرک افتخاری از دانشگاه کلارک را داد و این دو عقاید یکسانی در مورد جنسیت و نوجوانی داشتند. این اولین و تنها سفر فروید به آمریکا و بزرگترین کنفرانسی بود که در دانشگاه کلارک برگزار شد. با توجه به اینکه تحقیقات فروید بر اساس نظریه هایی بود که همکاران هال به عنوان غیر علمی از آنها انتقاد کردند، این کنفرانس بحث برانگیزترین کنفرانس بود. هال در سال 1917 کتابی در زمینه روانشناسی دینی به نام عیسی مسیح در پرتو روانشناسی منتشر کرد. این کتاب در دو جلد نوشته شده است تا عیسی مسیح را از نظر روانشناسی تعریف کند. هال به طور کامل درباره همه آنچه در مورد مسیح نوشته شده است، و فرآیندهای ذهنی احتمالی مسیح و همه کسانی که به او ایمان داشتند و درباره او نوشتند، بحث کرد. اسطوره ها، جادو و غیره را که در مورد نام و زندگی مسیح ساخته شده است، تجزیه و تحلیل می کند. مثل ها را تشریح می کند و در مورد معجزات، مرگ و رستاخیز عیسی بحث می کند. او می کوشد تا تمام عبارات یا گرایش های ممکن را که در عیسی و پیروانش می یابد به ریشه های ژنتیکی تقلیل دهد و با کمک آن در روان شناسی تطبیقی، به ویژه دانش انسان شناسی و گرایش های دوران کودکی، اینجا و آنجا به گرایش های جهانی خاصی اشاره می کند که در انتهای همه چیز قرار می گیرند. این کم موفقیت ترین کار او بود. او در سال 1922 در سن 78 سالگی کتاب پیری را منتشر کرد.
نظریه تکامل داروین و نظریه خلاصه ارنست هکل تأثیرات زیادی بر حرفه هال داشتند. این ایده ها هال را بر آن داشت تا جنبه های رشد دوران کودکی را بررسی کند تا در مورد وراثت رفتار بیاموزد. ویژگی ذهنی این مطالعات، اعتبار سنجی آنها را غیرممکن کرد. او معتقد بود که وقتی کودکان رشد می کنند، توانایی های ذهنی آنها شبیه به اجدادشان است و بنابراین آنها در طول زندگی به همان روشی که گونه ها در طول سال ها رشد می کنند، رشد می کنند. هال معتقد بود که روند جمع بندی می تواند از طریق آموزش تسریع شود و کودکان را وادار کند که در مدت زمان کوتاه تری به استانداردهای مدرن توانایی های ذهنی برسند. کار او همچنین به تصویرهای بحث برانگیز از تفاوت های بین زنان و مردان و همچنین مفهوم اصلاح نژادی پرداخت. در حالی که هال طرفدار اصلاح نژادی بود، دیدگاه‌های او از نظر ایجاد و حفظ جدایی‌های متمایز بین نژادها شدیدتر نبود. هال معتقد به دادن فرصتی به نژادهای پایین تر برای پذیرش و انطباق با «تمدن برتر» بود. هال حتی از آمریکایی‌های آفریقایی‌تبار عالی رتبه در جامعه به‌عنوان «مستثنی برای کاهش میراث تکاملی سیاه‌پوستان» تمجید کرد. هال به تمدن به همان شکلی می نگریست که به توسعه بیولوژیکی می نگریست. انسان ها باید به تمدن اجازه دهند تا «تکامل طبیعی خود را طی کند». هال کسانی را که تمدن برتر را نمی پذیرفتند «وحشی» بدوی می دید. هال به این تمدن‌ها مانند کودکان نگاه می‌کرد و اظهار داشت که «عیوب و فضایل آنها مربوط به دوران کودکی و جوانی است». هال معتقد بود که مردان و زنان باید در دوران بلوغ در مدارس خود جدا شوند زیرا به آنها اجازه می‌دهد تا بتوانند در جنسیت خود رشد کنند. زنان می‌توانند با در نظر گرفتن مادری آموزش ببینند و مردان می‌توانند در پروژه‌های عملی بیشتری آموزش ببینند و به آنها کمک کنند تا رهبر خانه‌هایشان شوند. هال معتقد بود که مدارس با هر دو جنس، روش یادگیری آنها را محدود می کند و پسران را زودتر از آنچه که باید باشند، نرم می کند. "این دوره تعادل است، اما با شروع بلوغ تعادل به هم می‌خورد و تمایلات جدیدی به وجود می‌آید. تغییراتی در اندام‌های تناسلی صورت می‌گیرد و ویژگی‌های جنسی ثانویه را به همراه می‌آورد. برون‌گرایی به آرامی جای خود را به درون‌گرایی می‌دهد و به طور قطع غرایز اجتماعی شروع می‌شود. نقش فزاینده ای ایفا کند." هال به شدت تحت تأثیر ژان باپتیست لامارک و نظریه تکامل او بود. هال دریافت که این ایده انتقال خاطرات از والدین به فرزندان یک روش قابل قبول وراثت است.

### روانشناسی ناهنجاری
هال یکی از اعضای مؤسس و نایب رئیس انجمن تحقیقات روانی آمریکا بود. اعضای اولیه جامعه نسبت به پدیده های ماوراء الطبیعه بدبین بودند. هال رویکردی روان شناختی به پدیده های روانی داشت. در سال 1890 او از جامعه کناره گیری کرد. او به یک منتقد صریح فراروانشناسی تبدیل شد. هال یک روانشناس اولیه در زمینه روانشناسی ناهنجاری بود. هال و دستیارش امی تانر از دانشگاه کلارک، از بینندگان برجسته معنویت گرایی بودند و آزمایش های روانشناختی و فیزیولوژیکی را روی رسانه ها انجام دادند. تانر Studies in Spiritism (1910) را با مقدمه هال منتشر کرد. این کتاب آزمایش‌هایی را که هال و تانر در جلساتی که با مدیوم لئونورا پایپر برگزار می‌شد، مستند کرد. هال و تانر با آزمایش ها ثابت کرده بودند که شخصیت های پایپر ساختگی هستند و ارواح را از بین نمی برند.

## دیدگاه های راهنما

### دیدگاه های اجتماعی
هال عمیقاً با مفهوم آلمانی Volk پیوند خورده بود، یک رمانتیسیسم ضد فردگرا و اقتدارگرا که در آن فرد در یک جمع استعلایی حل می شود. هال معتقد بود که انسان ها ذاتاً غیر منطقی و غریزی هستند و به یک رهبر کاریزماتیک نیاز دارند تا غرایز گله خود را برای رفاه جامعه دستکاری کند. او پیش‌بینی کرد که تأکید آمریکا بر حقوق فردی و کرامت انسانی منجر به سقوطی می‌شود که او آن را به غرق شدن آتلانتیس تشبیه می‌کند. هال یکی از بنیانگذاران جنبش مطالعه کودک در دهه 1880 بود. یک شبکه ملی از گروه های مطالعاتی به نام باشگاه های تالار برای گسترش تدریس او وجود داشت. او امروزه به دلیل نظارت بر مطالعه 1896 درباره کودکان عجیب و غریب و استثنایی، که مجموعه ای از کودکان غیرعادی را به عنوان ناهماهنگی دائمی توصیف می کرد، در میان مردم شهرت دارد. برای دهه ها، دانشگاهیان و مقاله نویسان مشاوره به طور یکسان نتیجه گیری او را منتشر کردند که نمی توان انتظار داشت که یک تک فرزند با همان ظرفیت سازگاری که خواهر و برادر دارند، زندگی را طی کند. او مدعی شد: «تک فرزند بودن فی نفسه یک بیماری است». هال استدلال کرد که رشد کودک، برداشت بسیار نژادپرستانه او از تاریخ رشد تکاملی انسان را مرور می کند. او کودکان پیش از نوجوانی را وحشی توصیف کرد و بنابراین استدلال کرد که منطق حرف زدن با آنها، اتلاف وقت با کودکان است. او معتقد بود که کودکان باید به سادگی به ترس از خدا، عشق به کشور و پرورش بدنی قوی هدایت شوند. از آنجایی که کودک بقایای شر را در طبیعت خود می سوزاند، به مقدار مناسبی از انضباط مستبدانه، از جمله تنبیه بدنی نیاز دارد.او معتقد بود که نوجوانان دارای ماهیت نوع دوستانه تری نسبت به پیش نوجوانان هستند و دبیرستان ها باید دانش آموزان را به آرمان های فداکارانه خدمت، میهن پرستی، فرهنگ بدن، انضباط نظامی، عشق به اقتدار، ترس از طبیعت، و فداکاری به دولت و رفاه دیگران تلقین کنند. . هال به طور مداوم علیه پیشرفت فکری در تمام سطوح آموزش عمومی بحث می کرد. بحث آزاد و نظرات انتقادی را نباید تحمل کرد. دانش آموزان به تلقین نیاز داشتند تا آنها را از فردگرایی که به پیشرفت فرهنگ آمریکایی آسیب می رساند نجات دهد. هال عبارت «طوفان و استرس» را با اشاره به دوران نوجوانی که از جنبش آلمانی Sturm und Drang گرفته شده بود، رایج کرد. همکار او ویلیام برنهام این عبارت را در رابطه با نوجوانی در مقاله ای در سال 1889 با عنوان «اقتصاد در کار فکری» منتشر کرده بود. سه جنبه کلیدی این مفهوم عبارتند از درگیری با والدین، اختلالات خلقی و رفتار پرخطر. همانطور که بعداً در مورد کارهای لو ویگوتسکی و ژان پیاژه اتفاق افتاد، علاقه عمومی به این عبارت و همچنین نقش هال از بین رفت. تحقیقات اخیر منجر به بازنگری در مورد این عبارت و معنای آن شده است. در سه جنبه آن، شواهد اخیر از طوفان و استرس حمایت می کنند، اما تنها زمانی که برای در نظر گرفتن تفاوت های فردی و تنوع فرهنگی اصلاح شوند. در حال حاضر، روانشناسان طوفان و استرس را به عنوان اصطلاح جهانی نمی پذیرند، اما به طور خلاصه به این امکان اذعان دارند. همه نوجوانان طوفان و استرس را تجربه نمی کنند، اما احتمال وقوع طوفان و استرس در دوران نوجوانی بیشتر از سایر سنین است. هال هیچ همدردی با فقرا، بیماران یا کسانی که دارای تفاوت های رشدی یا ناتوانی بودند نداشت. او که اعتقاد راسخ به پرورش انتخابی و عقیم سازی اجباری داشت، معتقد بود که هر گونه احترام یا خیریه نسبت به افرادی که از نظر جسمی، عاطفی یا فکری ضعیف یا "ناقص" می دانستند، به سادگی در حرکت انتخاب طبیعی به سمت توسعه یک نژاد فوق العاده دخالت می کند. کتاب های اصلی هال عبارت بودند از: نوجوانی: روانشناسی آن و روابط آن با فیزیولوژی، انسان شناسی، جامعه شناسی، جنسیت، جنایت و دین (1904) و جنبه های زندگی و آموزش کودک (1921). هال در کتاب خود به نام نوجوانی که بر اساس نتایج جنبش مطالعه کودک بود، سیستم روانشناسی خود (که آن را «روانشناسی ژنتیکی» نامید) و فواید تکاملی رشد از رحم تا نوجوانی را شرح داد. این کتاب شامل شش بخش است: دیدگاه زیست‌شناختی و انسان‌شناسی، دیدگاه پزشکی، سلامت و آزمون‌های آن، اشرافیت زنان تحصیل‌کرده، باروری زنان تحصیل‌کرده، و آموزش. هال امیدوار بود که این کتاب راهنمای معلمان و مددکاران اجتماعی در نظام آموزشی باشد. هال در سال 1904 کتاب «نوجوانی: روانشناسی آن و رابطه آن با فیزیولوژی، انسان شناسی، جامعه شناسی، جنسیت، جنایت، دین و آموزش» را منتشر کرد. در این مطالعه 2 جلدی، بر اساس این ایده که رشد کودک تکامل انسان را خلاصه می‌کند، هال موضوعات مختلفی را در پیش گرفت و از طیف گسترده‌ای از رشته‌ها دانش آموخت. پس از بازنشستگی در سال 1920، هال یک جلد کمکی در مورد پیری نوشت. این گزارش مهم در شناسایی یک «بحران سالمندی» در قرن بیستم، که در آن طول عمر طولانی‌تر، محدود شدن نقش‌های خانوادگی و اخراج از نیروی کار ترکیب شده و باعث انزوای چشمگیر سالمندان و محدود کردن مشارکت فعال آن‌ها می‌شود، «پیش‌گویی» نامیده شده است. در زندگی عمومی. هال از این روند انتقاد کرد و استدلال کرد که خرد اعطا شده توسط سالمندی به این معنی است که سالمندان کمک های ارزشمند و خلاقانه ای به جامعه دارند. با این حال، انگ پیری به این معنا بود که در عوض، بسیاری درگیر تعقیب احمقانه جوانی بودند و سعی می‌کردند از مشارکت کامل در اجتماع خود طرد نشوند. در پایان کتاب، هال حس ملموسی از خشم شخصی خود را در برابر این شکل از تبعیض ابراز کرد.فراخوان تکان دهنده او برای درک بهتر فرآیند پیری، توسعه پیری شناسی را پیش بینی کرد، و انتقاد او از به حاشیه راندن سالمندان هنوز هم امروزه طنین انداز است.هال خودارضایی را یک عمل غیر اخلاقی و عیب نژاد بشر می دانست که در رشد اخلاقی و فکری اختلال ایجاد می کند. هال از خودارضایی در مورد مردان بحث می کرد و در مورد زنان بحث نمی کرد. معلوم نیست که آیا او می دانست که این عمل در زنان رخ داده است یا اینکه هال معتقد بود پسران نوجوان باید از آنچه او به عنوان "تبدیل" توصیف می کند، بگذرند. این تبدیل پسران را از گناهان بیولوژیکی که توسط اجدادشان به آنها منتقل شده است رها می کند. این انتقال گناهان از طریق نسل‌ها توسط تکامل لامارکی هدایت می‌شود. او ادعا کرد که تبدیل به طور طبیعی مانند یک "گل شکوفا" رخ داده است.هال به جای خودارضایی، انتشارات خود به خودی را به عنوان یک جایگزین طبیعی و قابل قبول برای انزال اجباری می دانست.هال معتقد بود که در طول سال اول تحصیلی خود در کالج ویلیامز، تغییر مذهب را پشت سر گذاشته است.
هال همچنین کلمات فنی را برای توصیف انواع قلقلک ابداع کرد:knismesis, or feather-like tickling و gargalesis  برای نوع سخت تر، خنده آور. او را بیشتر به خاطر کمک هایش به روانشناسی، حمایتش از روانشناسی کاربردی، و موفقیتش در مشاوره دادن به بسیاری از دانشجویان دکترا که سهم زیادی در روانشناسی داشته اند، به یاد می آورند.  همچنین اولین آمریکایی آفریقایی تبار را که دکترای روانشناسی گرفت، فرانسیس سیسیل سامنر در سال 1920 راهنمایی کرد.

### دیدگاههای دینی
هال در کمبریج  به عنوان یک آتئیست ذکر شده است. او در مکتب روانشناسی دینی پیشگام بود. او در کودکی توسط مادر پرهیزگارش در معرض مسیحیت قرار گرفت. زمانی که در مدرسه علمیه ویلیستون تحصیل می کرد، به کلیسای کالج پیوست و کلاس های کتاب مقدس بزرگسالان را آموزش داد. از او نقل شده است که «بالاترین انتخاب اختیار، تسلیم شدن به بندگی خداست» و همچنین «عشق ثابت در بالاترین وجود، خدا». او در سال 1867 به مدرسه علمیه اتحادیه در نیویورک رفت. او که به مذهب تطبیقی علاقه مند بود، در جامعه مبلغان شهر موضع گرفت و در انواع مختلفی از خدمات مذهبی شرکت کرد. پس از فارغ التحصیلی، هال برای مدت کوتاهی در یک کلیسای کوچک در پنسیلوانیا خدمت کرد، قبل از اینکه برای ادامه تحصیل ترک کند. هال مذهب را به عنوان بازگرداندن فرد به جایگاه واقعی خود در جهان، بازگشت به سلامت و تمامیت تبلیغ کرد. وی بعداً در مدرسه روان‌شناسی دینی جانز هاپکینز و کلارک به تدریس روان‌شناسی دینی پرداخت. او همچنین یک بخش کتابخانه ای برای روانشناسی دینی تأسیس کرد.

### دیدگاه ها در مورد اصلاح نژاد
هال در بسیاری از نوشته های خود دیدگاه های اصلاح نژادی را آشکارا بیان کرده است. او در بسیاری از سازمان های اصلاح نژاد آمریکایی به عنوان رهبر آن فهرست شده بود.  اگرچه هال با آوردن دانشمندان برجسته روانکاوی به ایالات متحده، از جمله اس. فروید و سی. یونگ، اعتبار دارد، اما در نوشته هایش آشکارا دیدگاه های ضد روانکاوی خود را بیان می کند که بر تعهدات اصلاح نژادی او تأکید دارد. برای مثال، در اولین شماره مجله روانشناسی کاربردی، در 1917 ویراستار آن بود، مقاله ابتدایی او اعلام کرد که روانشناسی ایالات متحده باید «هر درسی را از جنگ کنونی بگیرد، به گفته هال، مهم ترین این درس ها برای روانشناسی آمریکایی مبارزه با «مفاهیم تجدیدنظرانه فروید بود. اینکه ... طبیعی است که انسان گاهی از نردبان تکامل به عقب و پایین بیفتد».
هال در نوشته‌های خود نظرات آشکار ضد یهود را در بر می گیرد، مانند کتابش درباره جنبه‌های فرهنگ آلمان، که در آن وی تخریب فرضی تمدن غرب توسط «یهودیان درنده‌گر» را مورد بحث قرار می‌دهد، اگرچه چنین اظهاراتی اغلب برای انتقاد از آن‌ها به کار می‌رود تا رد مخالفت. -یهودگرایی، همانطور که در این نقل قول آمده است: "آنها [یهودیان] قربانی شرارت هایی شده اند که آنها را به وجود نیاورده اند." هال، شاید به دلیل احساس یهودستیزی، خاطرنشان کرد که تمرکز روانکاوانه بر «سکس» علاوه بر این رویکرد «رشد سریع ... که در خارج از دایره متخصصان [روانشناسان تجربی دانشگاهی] یافت می شود» باعث روانکاوی و «تعداد افراد بیرونی می شود». شاگردان و بیرون» شکلی از «فرقه» باشد . علاوه بر این، هال اظهار داشت که "نظریه فرویدی درمان... اشتباه است" و مثال هشداردهنده ای از این که چگونه میل ها و رفتارهای جنسی غیرقابل قبول فرهنگی یک فرد را می توان از طریق تفاسیر روانکاوانه توجیه کرد، نه اینکه "به وسیله ی خود درمان شود". مانند حیا بر اساس هنجارهای فرهنگی یا مذهبی.
هال مواضع اخلاقی ویکتوریایی را در رابطه با تمایلات جنسی داشت که تمام تجربیات جنسی متفاوت را غیراخلاقی می‌دانست، از جمله خودارضایی، تمایلات جنسی همجنس‌گرایان، رابطه جنسی خارج از ازدواج، و غیره. در کتاب خود عیسی مسیح، در پرتو روانشناسی، هال آشکارا اصلاح نژادی را ستود و نتیجه گرفت که حضور افراد ناشایست ظاهراً تکاملی (یعنی فقرا، اقلیت های نژادی، مهاجران) در خدمت هدف آموزش افراد مناسب تکاملی است (یعنی، سفیدپوستان ثروتمند نوردیک) فضایل مراقبت از طبقات پایین. از دیگر نوشته‌های آشکارا اصلاح نژادی هال می‌توان به مقاله او در سال ۱۹۰۳ با عنوان «بار مرد سفید در برابر توسعه بومی نژادهای پایین‌تر» در مجله آموزش و پرورش اشاره کرد. اکثر سازمان‌های اصلاح نژاد آمریکایی، هال را به عنوان رهبر این تفکر ذکر کرده‌اند (به عنوان مثال، انجمن اصلاح نژاد آمریکا، سازمان تحقیقات اصلاح نژاد آمریکا). شاگردان او شامل بسیاری از اصلاح‌طلبان برجسته از جمله H. H. Goddard، Robert Yerkes، Lewis Terman و بسیاری دیگر بودند.

## فعالیت های تحقیقی
او که یکی از همکاران مهم در ادبیات آموزشی و یک مرجع برجسته در آن زمینه بود، مجله آمریکایی روانشناسی را تأسیس کرد و سردبیر آن بود. علاوه بر این، او حوزه علمیه آموزشی (پس از 1892)، مجله آمریکایی روانشناسی مذهبی و آموزش (پس از 1904)، و مجله توسعه نژادی (پس از 1910) را ویرایش کرده است. هال از دوران دانشجویی تا زمان مرگش به فلسفه، روانشناسی، تعلیم و تربیت و دین در هر یک از جنبه های آن علاقه مند بود که شامل آزمایش دقیق، بررسی کمی پیچیده نتایج، که با دقت و ظرافت تحلیل نمی شد. با این حال، ترتیب تاکیدی وجود داشت، سال‌های 80 تا 90 به مشکلات روان‌شناسی عمومی و آموزش اختصاص داشت، سال‌های 1890 تا 1905 به جزئیات واقعی زندگی انسان، به‌ویژه زندگی کودکان اختصاص داشت. از سال 1905 به نوجوانان و مشکلات گسترده زندگی عاطفی، اخلاقی و مذهبی انسان اختصاص داشتند.

## میراث و افتخارات
هال کارهای زیادی در درک رشد نوجوانان انجام داد، که برخی از آنها امروزه نیز تایید شده اند. هال مشاهده کرد که مردان در دوران نوجوانی تمایل به افزایش هیجان طلبی و پرخاشگری  دارند.  همچنین افزایش نرخ جرم و جنایت را در طول سال های نوجوانی مشاهده کرد. وی خاطرنشان کرد: از نظر پرخاشگری دو نوع وجود دارد. پرخاشگری رابطه ای و پرخاشگری فیزیکی. پرخاشگری رابطه‌ای به شایعه‌پردازی، شایعه پراکنی و طرد کردن دیگران مربوط می‌شود که پرخاشگری رابطه‌ای در زنان بیشتر رخ می‌دهد در حالی که پرخاشگری فیزیکی بیشتر در مردان.
بیشترین اثری که هال از خود بر جای گذاشت در گسترش روانشناسی به عنوان یک رشته در ایالات متحده بود. او کارهای زیادی انجام داد تا روانشناسی را به عنوان یک شکل قانونی تحقیقی و علمی به ایالات متحده بیاورد. او اولین مجله ای را که فقط به روانشناسی اختصاص داشت در ایالات متحده آمریکا آغاز کرد که مجله آمریکایی روانشناسی نام داشت. او همچنین اولین رئیس انجمن روانشناسی آمریکا بود. تمام کارهایی که هال در زمینه روانشناسی و روانشناسی در ایالات متحده آمریکا انجام داد به همه روانشناسان دیگر اجازه داد که قدم های او را دنبال کنند و در ایالات متحده روانشناس شوند. بدون تلاش هال، سال‌های بیشتری طول می‌کشید تا روان‌شناسی به یک رشته در ایالات متحده تبدیل شود.
کشتی آزادی جنگ جهانی دوم به افتخار او  SS Granville S. Hall نامگذاری شد.

## زندگی شخصی
هال دو بار ازدواج کرده بود. همسر اول او کورنلیا فیشر بود. آنها در سپتامبر 1879 ازدواج کردند و دو فرزند داشتند: رابرت گرانویل هال، متولد 7 فوریه 1881. و جولیا فیشر هال، متولد 30 مه 1882.
در سال 1890، کورنلیا و جولیا بر اثر خفگی تصادفی درگذشتند. رابرت از چهار سالگی توسط پدرش بزرگ شد. او دکتر شد.
همسر دوم هال فلورانس ای اسمیت بود. آنها در ژوئیه 1899 ازدواج کردند. فلورانس با "تصلب شرایین مغز" تشخیص داده شد و پس از سالها رفتارهای غیرعادی شناخته شد.
هال در 24 آوریل 1924 در ووستر، ماساچوست درگذشت.